# María Villapol
María Elena Villapol Blanca (ur. 16 listopada 1967) – wenezuelska judoczka. Olimpijka z Barcelony 1992, gdzie zajęła siódme miejsce w wadze ekstralekkiej.
Piąta na mistrzostwach świata w 1993 i siódma w 1984; uczestniczka zawodów w 1989. Startowała w Pucharze Świata w 1995. Brązowa medalistka igrzysk panamerykańskich w 1983, 1991 i 1995. Wygrała igrzyska Ameryki Południowej w 1982. Srebrna medalistka igrzysk Ameryki Środkowej i Karaibów w 1990 i 1993; brązowa w 1986. Zdobyła sześć medali na mistrzostwach panamerykańskich w latach 1982 - 1992.

## Letnie Igrzyska Olimpijskie 1992
| Konkurencja | Eliminacje             | Repasaże             | Repasaże                   | Repasaże              | Klas. końcowa |
| Konkurencja | Przeciwnik I           | Przeciwnik I         | Przeciwnik II              | Przeciwnik III        | Miejsce       |
| ----------- | ---------------------- | -------------------- | -------------------------- | --------------------- | ------------- |
| 48 kg       | Salima Souakri (ALG) P | Donna Hilton (NZL) Z | Michaela Bornemann (AUT) Z | Hülya Şenyurt (TUR) P | 7.            |